# Gilberto Valbuena Sánchez
Gilberto Valbuena Sánchez (ur. 4 lutego 1929 w Chietla, zm. 22 grudnia 2021 w Colimie) – meksykański duchowny rzymskokatolicki, w latach 1989–2005 biskup Colima.

## Życiorys
Święcenia kapłańskie przyjął 21 maja 1955. 9 grudnia 1972 został prekonizowany prałatem terytorialnym La Paz en la Baja California Sur ze stolicą tytularną Vazari-Didda. Sakrę biskupią otrzymał 8 lutego 1973. 1 marca 1976 został podniesiony do rangi wikariusza apostolskiego, a 21 marca 1988 biskupa diecezjalnego. 8 lipca 1989 został mianowany biskupem Colima. 9 czerwca 2005 przeszedł na emeryturę.